# سوق السلع والعقود الآجلة

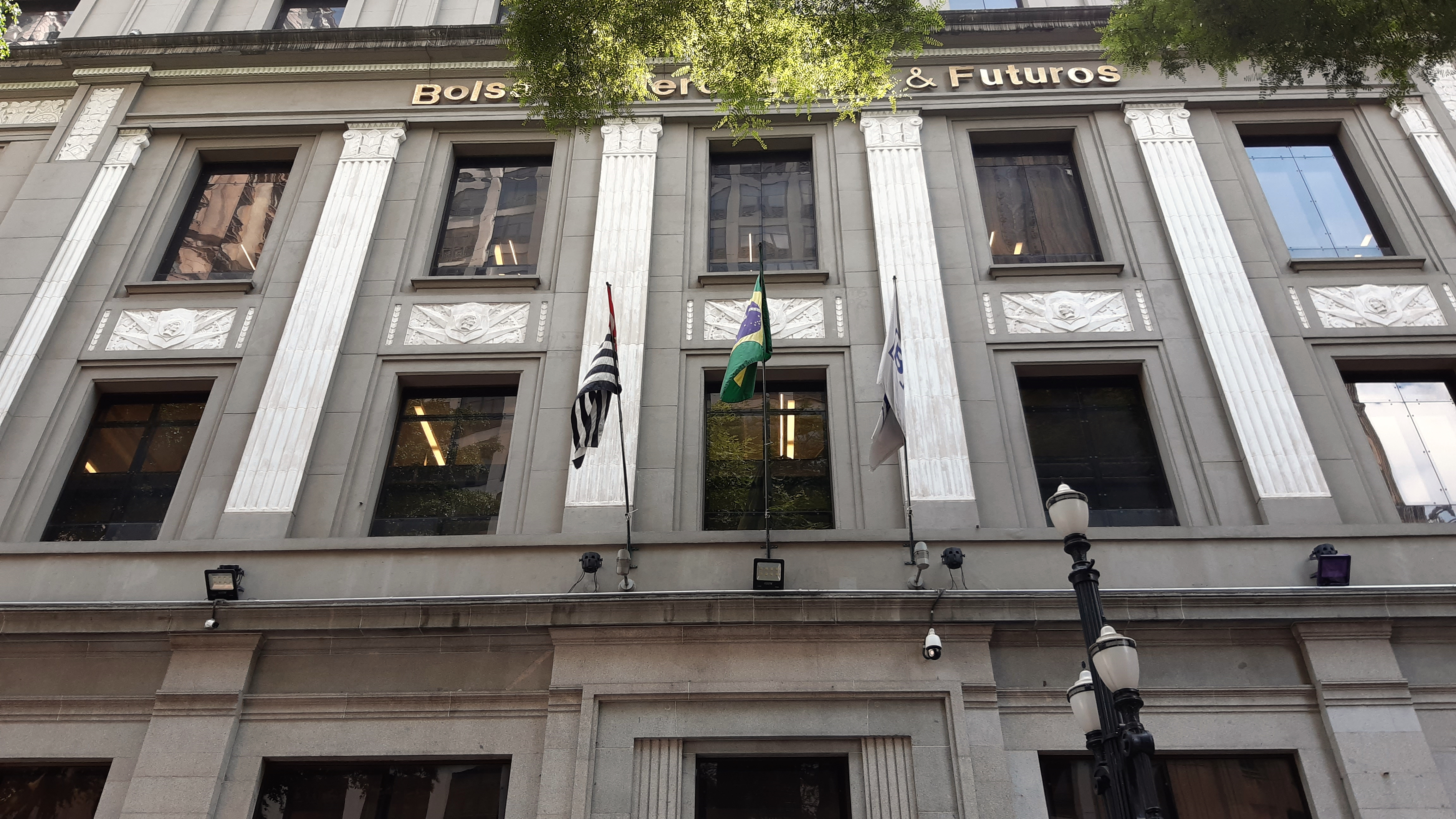
السوق البرازيلي للضمانات والسلع والأوراق المالية الآجلة

سوق السلع والعقود الآجلة (بالبرتغالية: Bolsa de Mercadorias e Futuros‏) ومختصره (BM&F) هو سوق للأوراق المالية برازيلي اتحد مع سوق ساو باولو للأوراق المالية عام 2008 ليكونان السوق البرازيلي للضمانات والسلع والأوراق المالية الآجلة.
كان يتم فيها تداول عقود السلع ومشتقاتها. كان يقع في مدينة ساو باولو، ومن أبرز السلع التي يتم صرف العملات النقدية والفائدة وتداول القهوة والسكر وفول الصويا والماشية والذرة والذهب.
كان السوق شركة تجارية أنشأتها شركات ومصارف، وكانت على عكس سوق ساو باولو للأوراق المالية، لا يتم فيها تداول الأصول التجارية للشركات (أي أسهمها).

## التاريخ
إن إنشاء سوق السلع والعقود الآجلة جاء من اتحاد سوقين للأوراق المالية هما سوق ساو باولو للسلع (BMSP) وسوق ساو باولو للعقود الآجلة.
أنشأ عدد من رجال الأعمال في ساو باولو في 26 تشرين الأول 1917 سوق ساو باولو للسلع (بالبرتغالية: Bolsa de Mercadorias de São Paulo‏) ومختصره (BMSP) والمتخصص بصادرات التجارة والزراعة. وكانت هذه أول مرة في البرازيل يتعامل فيها بالمعاملات الآجلة.
في تموز 1985، أنشئ سوق ساو باولو للعقود الآجلة (بالبرتغالية: Bolsa Mercantil de Futuros‏) ومختصره (BM&F). وبدأ بالعمل في 31 كانون الثاني 1986.
وفي 9 أيار 1991، اندمج سوق ساو باولو للسلع مع سوق ساو باولو للعقود الآجلة تحت اسم سوق السلع والعقود الآجلة.
وفي 30 حزيران 1997، كان هناك اتفاق التشغيل الجديد، مع سوق العقود الآجلة البرازيلي (بالبرتغالية: Bolsa Brasileira de Futuros‏) (BBF)، الذي تأسس في عام 1983 ويقع مقره الرئيسي في مدينة ريو دي جانيرو.
وفي 8 أيار 2008، اندمج سوق السلع والعقود الآجلة مع سوق ساو باولو للأوراق المالية ليكونا السوق البرازيلي للضمانات والسلع والأوراق المالية الآجلة.